# ムスタ川
ムスタ川（ムスタがわ、ロシア語: Мста, ラテン文字表記: Msta）は、ロシアのトヴェリ州とノヴゴロド州を流れる河川である。ヴァルダイ丘陵の中のムスティノ湖（ヴイシニー・ヴォロチョークの北）に発し、何度も大きく向きをかえ蛇行しながらノヴゴロド州を西へと貫き、イリメニ湖の北端へと注ぐ。
ムスタ川沿いの主な街にはボロヴィチ（Боровичи）がある。ボロヴィチ付近の急流ではラフティングを楽しむ観光客が多い。主な支流はベレザイカ川（Березайка）とウヴェリ川（Уверь）など。
中世以前は、バルト海と黒海、スカンジナビアとビザンチン帝国とを結ぶヴァリャーグ（ヴァイキング）たちの交易路がムスタ川を通っていた。